# Liste der Naturdenkmale in Harsewinkel
Die Liste der Naturdenkmale in Harsewinkel nennt die im Gebiet der Stadt Harsewinkel im Kreis Gütersloh in Nordrhein-Westfalen ausgewiesenen Naturdenkmale.

## Naturdenkmale
| Bild | Nr. | Bezeichnung | Lage                   | Position                   | Beschreibung |
| ---- | --- | ----------- | ---------------------- | -------------------------- | ------------ |
|      | A6  | Stieleiche  | Greffen, Hauptstraße 1 | 51° 58′ 44″ N, 8° 8′ 9″ O  |              |
|      | A8  | Stieleiche  | Haarweg 12             | 51° 57′ 32″ N, 8° 9′ 26″ O |              |
|      | A9  | Stieleiche  | Haarweg 16             | 51° 57′ 43″ N, 8° 9′ 14″ O |              |